# Орел білоголовий
Орел білоголовий (Aquila wahlbergi) — хижий птах родини яструбових.

## Етимологія
Видова назва A. wahlbergi вшановує шведського натураліста Югана Аугуста Вальберга.

## Чисельність
Стан популяції виглядає стабільним. Чисельність населення дуже велике.

## Морфологічні особливості
Довжина: 53-61 см. Розмах крила: 130—146 см. Вага: 437—845 г для самців і 670—1400 г для самиць.

## Поширення
Зустрічається в Африці від 18° пн.ш. до 30° пд.ш. Здійснює міграції на великі відстані, рухаючись на південь у липні — вересні і на північ у лютому — березні. Він може бути знайдений в лісах від рівня моря до 2800 м, у тому числі лісистих саванах, прибережних лісах і посівних площах, в ідеалі, де є мозаїка з відкритих і лісистих районів із середнім рівнем опадів.

## Особливості екології
Має широкий спектр здобичі: ссавців, птахів, рептилій, амфібій і комах.
Гнізда до 80 см в діаметрі і побудовані з паличок у верхніх вилках високих дерев. Розмноження в більшості ареалу з вересня по лютий, хоча в Західній Африці з червня по листопад.

## Загрози
Випадкове отруєння, порушення людиною або збезлісення.